# Бойл (Нідерланди)
Бойл (нід. Boijl) — село в нідерландській провінції Фрисландія. Входить до муніципалітету Вестстеллінгверф.
Його площа становить 17,54км², а населення станом на 2021 рік складало 890 осіб.
Перша згадка про населений пункт датується 1320-им роком.